# Arnošt Lustig
Arnošt Lustig (Praga, 21 de dezembro de 1926 - 26 de fevereiro de 2011) foi um renomado escritor checo de origem judaica, autor de romances, contos e roteiros, cujas obras muitas vezes envolveram o Holocausto.